# Кинг Конг (филм, 2005)
Вижте пояснителната страница за други значения на Кинг Конг.
„Кинг Конг“ (на английски: King Kong) е американски филм от 2005 г. на режисьора Питър Джаксън, римейк на едноименния филм от 1933 г.

## Актьорски състав
| Актьор         | Роля              |
| -------------- | ----------------- |
| Анди Съркис    | Кинг Конг         |
| Анди Съркис    | Лъмпи             |
| Наоми Уотс     | Ан Дароу          |
| Джак Блек      | Карл Денам        |
| Ейдриън Броуди | Джак Дрискол      |
| Томас Кречман  | капитан Енгълхорн |
| Колин Ханкс    | Престън           |
| Джейми Бел     | Джими             |
| Еван Парк      | Бен Хейз          |
| Кайл Чандлър   | Брус Бакстър      |

## Награди и номинации
| Категория                                    | Номиниран(и)                                 | Резултат               |
| Оскар (5 март 2006 г.)                       | Оскар (5 март 2006 г.)                       | Оскар (5 март 2006 г.) |
| -------------------------------------------- | -------------------------------------------- | ---------------------- |
| Най-добри визуални ефекти                    | Най-добри визуални ефекти                    | награда                |
| Най-добър звук                               | Най-добър звук                               | награда                |
| Най-добър звуков монтаж                      | Най-добър звуков монтаж                      | награда                |
| Най-добри декори                             | Най-добри декори                             | номинация              |
| Награда на БАФТА (19 февруари 2006 г.)       |                                              |                        |
| Най-добри визуални ефекти                    | Най-добри визуални ефекти                    | награда                |
| Най-добри декори                             | Най-добри декори                             | номинация              |
| Най-добър звук                               | Най-добър звук                               | номинация              |
| Златен глобус (16 януари 2006 г.)            |                                              |                        |
| Най-добър режисьор                           | Питър Джаксън                                | номинация              |
| Най-добра филмова музика                     | Джеймс Нютън Хауърд                          | номинация              |
| Сатурн (2 май 2006 г.)                       |                                              |                        |
| Най-добри специални ефекти                   | Най-добри специални ефекти                   | награда                |
| Най-добър режисьор                           | Питър Джаксън                                | награда                |
| Най-добра актриса                            | Наоми Уотс                                   | награда                |
| Най-добър фентъзи филм                       | Най-добър фентъзи филм                       | номинация              |
| Най-добри костюми                            | Най-добри костюми                            | номинация              |
| Най-добър грим                               | Най-добър грим                               | номинация              |
| Най-добър сценарий                           | Питър Джаксън, Фран Уолш и Филипа Бойенс     | номинация              |
| Емпайър (13 март 2006 г.)                    |                                              |                        |
| Най-добър филм                               | Най-добър филм                               | награда                |
| Най-добър научнофантастичен или фентъзи филм | Най-добър научнофантастичен или фентъзи филм | номинация              |
| Най-добър режисьор                           | Питър Джаксън                                | номинация              |
| Най-добра актриса                            | Наоми Уотс                                   | номинация              |
| Най-добър актьор                             | Анди Съркис                                  | номинация              |

## Дублажи
| Изпълнителен продуцент | Васил Новаков                                                   |
| Преводач               | Боряна Богданова                                                |
| Озвучаващи артисти     | Цветослава Симеонова Христо Димитров Иван Петков Стоян Алексиев |
| Тонрежисьор            | Пламен Пенев                                                    |
| Режисьор на дублажа    | Георги Стоянов                                                  |

| Озвучаващи артисти  | Гергана Стоянова Николай Николов Симеон Владов Иван Велчев Станислав Димитров |
| Преводач            | Константин Николов                                                            |
| Тонрежисьор         | Сибин Златарев                                                                |
| Режисьор на дублажа | Добрин Добрев                                                                 |